# 郷田真隆
郷田 真隆（ごうだ まさたか、1971年3月17日 - ）は、将棋棋士。棋士番号は195。東京都練馬区出身。大友昇九段門下。いわゆる「羽生世代」の一人。駿台学園中学校・高等学校卒業。

## 棋歴
3歳の頃に、将棋好きな父から将棋を教わる。
小学校6年生だった1982年12月、奨励会に6級で入会するも、当初は成績不振で、一時は7級に降級した。しかしその後は順調に昇級を重ね、入会から2年半で初段昇段。1985年12月に二段に昇段するが、翌年に高校に入学すると「あまり将棋の勉強をしなかった」（本人談）ということで一時成績が低迷する。本人によればこの時期に初恋を経験するなど、プライベートでいろいろ出来事があったという。三段リーグに入ったのは1988年。以来、次点（3位）、5位、5位と好成績を3期続け、ついに4期目に14勝4敗で2位の成績を収めて、19歳でプロデビュー（四段昇段）を果たす（1990年4月1日）。同学年の羽生善治が、すでに初の竜王位に就いていた頃のことであった。

### プロ入り後
デビュー後は1年目の1990年度から活躍を見せる。第57期棋聖戦では破竹の勢いで勝ち上がり、本戦の決勝（＝挑戦者決定戦）まで進出（決勝で森下卓に敗北）。年度の全成績でも40勝14敗と、大幅に勝ち越した。
1991年度は、本戦シードを得た第58期棋聖戦で再び本戦決勝まで勝ち上がるが、南芳一王将(当時)に敗北。第32期王位戦では王位リーグ入りを果たすと、4勝1敗で白組のプレーオフに進出した（当期挑戦者となる中田宏樹に敗北）。
プロ3年目の1992年度でタイトルに3度挑戦する。相手は全て谷川浩司であった（棋聖戦前期・後期、王位戦）。棋聖戦ではいずれも敗退したものの、王位戦七番勝負（第33期）で谷川を4勝2敗で破り、初のタイトル獲得（1992年9月9日）。順位戦C級2組在籍・四段でのタイトル獲得は史上初であり唯一の四段でのタイトル獲得者である（その後昇段規定が改正され、四段の棋士はタイトル挑戦を決めた時点で五段に昇段するため。獲得した場合は七段に昇段する）。プロデビューから2年5ヵ月での初タイトル奪取は、屋敷伸之に次ぎ歴代2位の最短記録である。こういった活躍もあり、本年度の将棋大賞の殊勲賞と新人賞を同時受賞。第51期順位戦では、C級2組で9勝1敗の成績を収め、1位でC級1組への昇級を決めた。
1993-1995年度の王位戦は、羽生善治との3年連続同一カードとなったが、いずれも防衛・奪取はならなかった。
1993-1995年、日本シリーズで3連覇を達成。なお、この棋戦は、タイトル獲得者や順位戦の上位者などの一握りの棋士だけが参加できる棋戦であるが、王位失冠後の1994-1996年も、前回優勝者（第1シード）として出場資格が与えられた。
第43期王将戦では初の王将リーグ入りを果たすと、4勝2敗で残留に成功した。翌年度には5勝1敗でプレーオフに進出したが、羽生善治に敗れた。
1994年度は52勝19敗の成績で、将棋大賞の最多勝利賞と最多対局賞を初受賞。この年度では竜王戦で5組に昇級、新人王戦で準優勝（決勝で丸山忠久に連敗）等の成績も収めている。
1995年度は第54期順位戦のC級1組で8勝2敗となり、1位でB級2組へ昇級。第8期竜王戦では5組ランキング戦で準優勝し、4組に昇級。
1997年度の早指し将棋選手権戦で、決勝で羽生を破り優勝。長考派は早指しでも強いということを、前記の日本シリーズに続き実証した。同年度、第23期棋王戦で羽生に挑戦。1勝3敗で敗れる。この年度は、将棋大賞の記録4部門のうちの3つ（勝率1位賞・最多対局賞・最多勝利賞 = 48勝15敗、勝率0.762）と敢闘賞を受賞する。
1998年、棋聖戦五番勝負で屋敷伸之を破り、棋聖位を奪取。翌年、谷川浩司に奪われる。
1999年4月、A級八段となる。しかし、初のA級順位戦（第58期 = 1999年度）では3勝6敗と8位の島朗八段と同成績ながら順位差で残留できず、1期でA級から陥落する。翌期のB級1組では次点で昇級を逃し、さらに次のB級1組でA級に復帰。ところが、2度目のA級（第61期＝2002年度）も、4勝5敗と健闘するも順位差で9位（A級棋士10人中5名が4勝5敗となる混戦）となり1期で降級し、翌期にB級1組で次点、その次でA級昇級（復帰）という、3年一組の、まったく同じパターンとなった。
第49回（1999年度）NHK杯戦で決勝進出するが、鈴木大介に敗れて準優勝。
2001年8月2日、棋聖戦五番勝負最終局で羽生を破り、棋聖に復位。タイトル通算3期となり九段昇段した。棋聖位は、翌年、佐藤康光に奪われる。
3度目のA級順位戦（第64期 = 2005年度）で5勝4敗と勝ち越し、ようやくA級初残留をする。
2006年度A級順位戦で圧倒的な強さを見せ、8回戦（2007年2月1日）で勝利した時点で、最終9回戦を待たずして初の名人挑戦を決めた。対局終了の後、その日の朝に父が死去していたことを知らされる。「大事な一戦の最中に余計な心配をかけたくない」という家族の意向であった。森内俊之との第65期（2007年度）名人戦七番勝負は、3勝4敗で敗退。
同年度（2007年度）、第1回ネット将棋・最強戦において、決勝で丸山忠久九段を破り、初代王者に輝く。後述にあるように、将棋の研究などにパソコンを利用することに否定的な郷田が、第1回の優勝者となったことは話題となった。
2008年度のA級順位戦を制し、2009年、自身2度目となる名人戦を羽生と戦う。2勝2敗で迎えた第5局は初の名人戦開催に沸く秋田市で行われたが、郷田は単独の旅程で宮城県に寄り、師匠の大友の墓参りをしてから秋田に向かった。この一局に勝ち、3勝2敗で名人獲得にあと1勝とした。しかし、残り2局を落とし敗退した。
2011年度、第37期棋王戦でトーナメントを勝ち上がり、本戦優勝者として挑戦者決定二番勝負に進出する。二番勝負の相手は本戦決勝でも戦った広瀬章人であった。郷田は第一局を落としたものの、第二局に勝利し、14年ぶりの棋王挑戦を決める。そして久保利明との五番勝負を3勝1敗で制し、初の棋王獲得。2001年度以来10年ぶりにタイトル保持者となる。しかし翌年に渡辺明に敗れ、再び無冠に転落。
2012年度はNHK杯で2004年度以来となるベスト4入り。この年度が最後となった大和証券杯では、佐藤康光に敗れて準優勝（当該棋戦で優勝と準優勝を経験した棋士は郷田のみ）。
2013年度はNHK杯戦を勝ち上がり、決勝では丸山忠久を下して初優勝を飾った。なおタイトル戦の挑戦者決定戦にも3度登場するという活躍も見せたが、こちらは全て敗退している。
2014年度、第64期王将戦の挑戦者決定リーグ戦で1位タイとなり、羽生との挑戦者決定戦を行い勝利、渡辺明王将への挑戦権を得る。七番勝負では第2局で頓死するなど2連敗スタートだったが、その後2連勝して追いつき、最終的に4勝3敗で制し初の王将位を獲得した。44歳での初王将は最年長記録である。
2015年度、第1期叡王戦において本戦Aブロックを勝ち上がり決勝三番勝負に進出したが、山崎隆之八段に0-2で破れ準優勝となった。第65期王将戦では挑戦者の羽生を4勝2敗で退けて自身初のタイトル防衛となった。しかし第74期順位戦A級では苦戦し、3勝6敗で降級となった。現役タイトルホルダーのA級陥落は第70期順位戦A級の久保利明二冠(当時)の陥落以来4期振りとなった。
2016年度、第66期王将戦では久保利明九段が挑戦者となった。七番勝負は4勝2敗で久保が制し、郷田は2期で王将位を明け渡すことになった。
2019年度には第90期棋聖戦で挑戦者決定戦に進出したが、渡辺明二冠に敗北し挑戦ならず。また、2021年度の第47期棋王戦でも挑戦者決定戦に進出したが、永瀬拓矢王座に敗れ挑戦権を逃した。
2022年度には、第81期順位戦B級1組で2勝10敗となり、B級2組に陥落となった。
2024年度、第74回NHK杯戦で決勝進出するが、藤井聡太に敗れて準優勝。

## 棋風
「生粋の居飛車党」。稀に陽動振り飛車を採用することもある(第67期名人戦七番勝負第6局など)。妥協せず、また、踏み込みのよい直線的な攻め合いをする剛直な指し回しであり、「格調高い本筋の棋風」と評される。「一刀流」とも呼ばれる。
後手番のとき、2手目（後手番の初手）で角道を開ける△3四歩よりも飛車先の歩を伸ばす△8四歩と指すことが多い。また、△3四歩と指すにしても「後手番一手損角換わり」ではなく「横歩取り」などの戦形に誘導する。これに関し本人は、「後手番一手損角換わりは嫌い」と発言している。しかし、2012年3月2日、A級順位戦最終局の対羽生戦において、一手損角換わりを初採用し、周囲を驚かせた（結果は郷田負け）。
序盤から長考することが多いが、持ち時間の少ない早指し将棋や残り時間の無い秒読みの戦いにも強い。これに関しては、加藤一二三との類似性がある。郷田自身は「加藤先生ご自身もおっしゃっていますが、『長考して当たり前の手を指す』というところも似ていますね。自分で言うのもなんだけど、長考派というのは手がよく見えるんですよ。いい手が見えなくて困っているというわけではなく、見えすぎて選択肢が多いから時間を使っているんです。読まなくても良さそうな手を拾い上げて、どの手がベストか考えているのですね」と語っている。

## 人物 ・エピソード
デビュー当時は端整な容姿でも注目されており、「郷田四段のような二枚目棋士がきっかけで、女性ファンの拡大につながれば」などの記述が見られる。また、1995年からは眼鏡をかけてイメージチェンジした。
パソコンやメールなどを用いた研究や情報交換には否定的・無関心であるとされる。棋譜データベースの利用についても、将棋会館に行けば棋譜はいくらでも参照できるとする。さらには、2007年第65期名人戦に挑戦した際の将棋世界誌インタビューでは、コンピュータ将棋の発展についても批判的な意見を述べた。そのため、前述にあるように、ネット将棋・最強戦で第1回の優勝者となったことは話題となった。その一方で郷田は、優勝の副賞でパソコンがもらえる件について、「まだ手元に届いてはいないのですけど、これからやってみようと思っています。いよいよデビューですね。」とコメントしたりもしているが、2012年現在もパソコンには触れていないとコメントしている。
公式戦では、中原誠十六世名人との対戦で25勝6敗、米長邦雄永世棋聖とは12勝0敗の成績を挙げている。中原・米長との戦績は、羽生世代と言われる棋士の中でも、郷田が好成績となっている。なお、米長の公式戦最終局は、2003年12月の王将戦挑戦者決定リーグで郷田との対局となっている（米長邦雄#引退を参照）。
森内名人と戦った第65期名人戦の第1局1日目（2007年4月10日）の午後、森内の手番（24手目）のときに、郷田が扇子を開け閉じして音を鳴らしたため、森内が苦情を訴えた。立会人の中村修らが対応に追われ、約30分間対局が中断した。この一局では郷田が逆転勝利している。
第28回（2007年）日本シリーズ2回戦の対佐藤康光戦で二歩を打ち、自身初の反則負けとなる。日本シリーズでは9年後の第37回（2016年）の2回戦・対佐藤天彦戦でも二歩で敗れており、一般公開の公式対局で二度反則で敗れるという経験をしてしまった。
第65回NHK杯将棋トーナメントにおける広瀬章人八段との対局で、指した後に何回も駒をそろえる仕草を行い、時には広瀬八段の秒読み10秒近くまで盤上の駒揃えを行い続けて、マナー違反ではと指摘を受けた。
第23期竜王ランキング戦1組1回戦（2010年1月21日）にて、寝坊により森内俊之九段との対局開始時間に間に合わず、規定時間も過ぎたため不戦敗となり、対局料の不支払い・竜王戦月額手当年額の半分返納・1日ボランティア活動という厳しい処分を受ける。敗者復活戦である5位決定戦に回りそこを勝ち抜いたが、本戦で久保利明二冠（王将、棋王）に敗れた。
第70期順位戦(2011年度）の1回戦、渡辺明との対局で、角換わり腰掛け銀の先後同形から先手の渡辺が富岡流を用いた。後手の郷田は先手必勝の変化に飛び込み、終局まで100％定跡通りの手を指して投了した。感想戦で定跡だと告げられた郷田は「定跡ですか…そうですか…」と落胆した。
『将棋世界』2012年6月号に掲載されたインタビューの中で、スポーツ観戦や映画鑑賞が趣味であることを明かしている。特にプロレスが好きで「観戦歴は35年を超える」という。幼少時は全日本プロレス派だったとのことで、小橋建太については「デビュー時から引退試合まで見ている」と語っている。近年は将棋好きで知られる田口隆祐（新日本プロレス）と、『将棋世界』2014年4月号で対談を行ったのを機に交流が続いている。
若い頃はビリヤードを趣味としていた。ビリヤードは高校時代に始めたもので、腕前は本人曰く「将棋の棋力でいうとアマ2級くらい」。
2016年8月27日、8歳年下の一般女性と入籍。

## 昇段履歴
- 1982年12月00日 ： 6級 = 奨励会入会
- 1985年00月00日 ： 初段
- 1986年04月30日 ： 二段[要出典]
- 1988年01月10日 ： 三段（第3回奨励会三段リーグ〈1988年度前期〉から参加）[要出典]
- 1990年04月01日 ： 四段（第6回奨励会三段リーグ成績2位） = プロ入り
- 1992年09月09日 ： 四段（第33期王位 獲得 = タイトル獲得1期）
- 1992年10月01日 ： 五段（王位獲得など抜群の成績）
- 1995年11月20日 ： 六段（勝数規定／五段昇段後公式戦120勝）
- 1998年04月01日 ： 七段（順位戦B級1組昇級）
- 1998年07月03日 ： 七段（第69期棋聖 獲得 = タイトル獲得2期）
- 1999年04月01日 ： 八段（順位戦A級昇級）[27]
- 2001年08月06日 ： 九段（第72期棋聖 獲得 = タイトル獲得3期）

## 主な成績

### タイトル
他の棋士との比較は、タイトル獲得記録、将棋のタイトル在位者一覧を参照
| タイトル                                                | 獲得年度   | 登場 | 獲得期数 | 連覇  | 永世称号（備考） |
| 竜王                                                    | －         | 0    | －       | －    |                  |
| 名人                                                    | －         | 2回  | －       | －    |                  |
| 王位                                                    | 1992       | 4回  | 1期      | －    |                  |
| 王座                                                    | －         | 0    | －       | －    |                  |
| 棋王                                                    | 2011       | 3回  | 1期      | －    |                  |
| 叡王                                                    | －         | 0    | －       | －    |                  |
| 王将                                                    | 2014-2015  | 3回  | 2期      | 2連覇 |                  |
| 棋聖                                                    | 1998、2001 | 6回  | 2期      | －    |                  |
| 登場回数 合計18回、タイトル獲得 合計6期（歴代15位タイ） |            |      |          |       |                  |

タイトル戦登場
- 名人：2回（第65期〈2007年〉、67期〈2009年〉）
- 王位：4回（第33期〈1992年度〉- 36期〈1995年度〉）
- 棋聖：6回（第60期〈1992年前期〉- 61期、69-70期、72-73期〈2002年度〉）
- 棋王：3回（第23期〈1997年度〉、37-38期〈2013年度〉）
- 王将：3回（第64期〈2014年〉- 66期〈2016年〉）

登場回数：合計 18回

### 一般棋戦優勝
- 早指し将棋選手権 1回（1997年度）
- 日本シリーズ 3回（1993、1994、1995年度）
- オールスター勝ち抜き戦（5連勝以上） 1回（2000-2001年度、7連勝）
- ネット将棋・最強戦 1回（2007年度）
- NHK杯テレビ将棋トーナメント 1回（2013年度）

優勝回数 7回
非公式戦
- 銀河戦 優勝2回（第1回〈1992年度〉、第7回〈1997年度〉
（銀河戦は第7期まで非公式戦）

### 将棋大賞
- 第20回（1992年度） 新人賞・殊勲賞
- 第22回（1994年度） 最多勝利賞・最多対局賞・殊勲賞
- 第23回（1995年度） 殊勲賞
- 第25回（1997年度） 勝率第一位賞・最多対局賞・最多勝利賞・敢闘賞
- 第26回（1998年度） 敢闘賞
- 第29回（2001年度） 殊勲賞
- 第39回（2011年度） 敢闘賞
- 第41回（2013年度） 敢闘賞
- 第42回（2014年度） 敢闘賞

### 記録（歴代1位のもの）
- 最低段位でのタイトル獲得（四段、第33期王位戦）
- 日本シリーズ3連覇（1993 - 1995）

### 在籍クラス
| 開始 年度 | (出典)順位戦出典 | (出典)順位戦出典 | (出典)順位戦出典 | (出典)順位戦出典 | (出典)順位戦出典 | (出典)順位戦出典 | (出典)順位戦出典 | (出典)順位戦出典 | (出典)竜王戦出典 | (出典)竜王戦出典 | (出典)竜王戦出典 | (出典)竜王戦出典 | (出典)竜王戦出典 | (出典)竜王戦出典 | (出典)竜王戦出典 | (出典)竜王戦出典 | (出典)竜王戦出典 | (出典)竜王戦出典 |
| 開始 年度 | 期               | 名人             | A級              | B級              | B級              | C級              | C級              | 0                | 期               | 竜王             | 1組              | 2組              | 3組              | 4組              | 5組              | 6組              | 決勝 T           |                  |
| 開始 年度 | 期               | 名人             | A級              | 1組              | 2組              | 1組              | 2組              | 0                | 期               | 竜王             | 1組              | 2組              | 3組              | 4組              | 5組              | 6組              | 決勝 T           |                  |
| --- | ---------------- | ---------------- | ---------------- | ---------------- | ---------------- | ---------------- | ---------------- | ---------------- | ---------------- | ---------------- | ---------------- | ---------------- | ---------------- | ---------------- | ---------------- | ---------------- | ---------------- | ---------------- |
| 1990 | 49               |                  |                  |                  |                  |                  | C253             | 6-4              | 4                |                  |                  |                  |                  |                  |                  | 6組              | --               | 3-2              |
| 1991 | 50               |                  |                  |                  |                  |                  | C226             | 5-5              | 5                |                  |                  |                  |                  |                  |                  | 6組              | --               | 3-2              |
| 1992 | 51               |                  |                  |                  |                  |                  | C225             | 9-1              | 6                |                  |                  |                  |                  |                  |                  | 6組              | --               | 3-2              |
| 1993 | 52               |                  |                  |                  |                  | C120             |                  | 8-2              | 7                |                  |                  |                  |                  |                  |                  | 6組              | --               | 5-1              |
| 1994 | 53               |                  |                  |                  |                  | C103             |                  | 8-2              | 8                |                  |                  |                  |                  |                  | 5組              |                  | --               | 4-1              |
| 1995 | 54               |                  |                  |                  |                  | C102             |                  | 8-2              | 9                |                  |                  |                  |                  | 4組              |                  |                  | --               | 5-2              |
| 1996 | 55               |                  |                  |                  | B219             |                  |                  | 8-2              | 10               |                  |                  |                  |                  | 4組              |                  |                  | --               | 5-1              |
| 1997 | 56               |                  |                  |                  | B204             |                  |                  | 9-1              | 11               |                  |                  |                  | 3組              |                  |                  |                  | 1-1              | 4-0              |
| 1998 | 57               |                  |                  | B111             |                  |                  |                  | 9-2              | 12               |                  |                  | 2組              |                  |                  |                  |                  | 0-1              | 4-0              |
| 1999 | 58               |                  | A 09             |                  |                  |                  |                  | 3-6              | 13               |                  | 1組              |                  |                  |                  |                  |                  | --               | 3-2              |
| 2000 | 59               |                  |                  | B101             |                  |                  |                  | 8-4              | 14               |                  | 1組              |                  |                  |                  |                  |                  | 0-1              | 4-1              |
| 2001 | 60               |                  |                  | B103             |                  |                  |                  | 9-3              | 15               |                  | 1組              |                  |                  |                  |                  |                  | --               | 3-2              |
| 2002 | 61               |                  | A 10             |                  |                  |                  |                  | 4-5              | 16               |                  | 1組              |                  |                  |                  |                  |                  | --               | 2-2              |
| 2003 | 62               |                  |                  | B101             |                  |                  |                  | 8-4              | 17               |                  | 1組              |                  |                  |                  |                  |                  | --               | 2-2              |
| 2004 | 63               |                  |                  | B103             |                  |                  |                  | 8-4              | 18               |                  | 1組              |                  |                  |                  |                  |                  | --               | 4-2              |
| 2005 | 64               |                  | A 10             |                  |                  |                  |                  | 5-4              | 19               |                  | 1組              |                  |                  |                  |                  |                  | --               | 2-2              |
| 2006 | 65               |                  | A04              |                  |                  |                  |                  | 7-2              | 20               |                  | 1組              |                  |                  |                  |                  |                  | --               | 1-2              |
| 2007 | 66               |                  | A 01             |                  |                  |                  |                  | 6-3              | 21               |                  | 1組              |                  |                  |                  |                  |                  | 1-1              | 3-1              |
| 2008 | 67               |                  | A03              |                  |                  |                  |                  | 7-2              | 22               |                  | 1組              |                  |                  |                  |                  |                  | --               | 1-2              |
| 2009 | 68               |                  | A 01             |                  |                  |                  |                  | 4-5              | 23               |                  | 1組              |                  |                  |                  |                  |                  | 1-1              | 3-1              |
| 2010 | 69               |                  | A 07             |                  |                  |                  |                  | 5-4              | 24               |                  | 1組              |                  |                  |                  |                  |                  | --               | 2-2              |
| 2011 | 70               |                  | A 04             |                  |                  |                  |                  | 4-5              | 25               |                  | 1組              |                  |                  |                  |                  |                  | --               | 1-2              |
| 2012 | 71               |                  | A 06             |                  |                  |                  |                  | 6-3              | 26               |                  | 1組              |                  |                  |                  |                  |                  | 3-2              | 3-1              |
| 2013 | 72               |                  | A 03             |                  |                  |                  |                  | 3-6              | 27               |                  | 1組              |                  |                  |                  |                  |                  | 1-1              | 3-1              |
| 2014 | 73               |                  | A 08             |                  |                  |                  |                  | 5-4              | 28               |                  | 1組              |                  |                  |                  |                  |                  | --               | 0-2              |
| 2015 | 74               |                  | A 06             |                  |                  |                  |                  | 3-6              | 29               |                  |                  | 2組              |                  |                  |                  |                  | 0-1              | 4-0              |
| 2016 | 75               |                  |                  | B101             |                  |                  |                  | 4-8              | 30               |                  | 1組              |                  |                  |                  |                  |                  | --               | 1-2              |
| 2017 | 76               |                  |                  | B108             |                  |                  |                  | 5-5              | 31               |                  | 1組              |                  |                  |                  |                  |                  | --               | 0-2              |
| 2018 | 77               |                  |                  | B108             |                  |                  |                  | 6-6              | 32               |                  |                  | 2組              |                  |                  |                  |                  | --               | 2-2              |
| 2019 | 78               |                  |                  | B108             |                  |                  |                  | 6-6              | 33               |                  |                  | 2組              |                  |                  |                  |                  | --               | 1-2              |
| 2020 | 79               |                  |                  | B107             |                  |                  |                  | 8-4              | 34               |                  |                  | 2組              |                  |                  |                  |                  | --               | 2-2              |
| 2021 | 80               |                  |                  | B104             |                  |                  |                  | 6-6              | 35               |                  |                  | 2組              |                  |                  |                  |                  | --               | 0-2              |
| 2022 | 81               |                  |                  | B107             |                  |                  |                  | 2-10             | 36               |                  |                  |                  | 3組              |                  |                  |                  | --               | 3-1              |
| 2023 | 82               |                  |                  |                  | B203             |                  |                  | 5-5              | 37               |                  |                  | 2組              |                  |                  |                  |                  | 0-1              | 3-1 (2位)        |
| 2024 | 83               |                  |                  |                  | B211             |                  |                  | 5-5              | 38               |                  | 1組              |                  |                  |                  |                  |                  | --               | 1-1/出1-1        |
| 2025 | 84               |                  |                  |                  | B215             |                  |                  | -                | 39               |                  | 1組              |                  |                  |                  |                  |                  | -                |                  |
| 順位戦、竜王戦の 枠表記 は挑戦者。右欄の数字は勝-敗(番勝負/PO含まず)。 順位戦の右数字はクラス内順位 ( x当期降級点 / *累積降級点 / +降級点消去 ) 順位戦の「F編」はフリークラス編入 /「F宣」は宣言によるフリークラス転出。 竜王戦の 太字 はランキング戦優勝、竜王戦の 組(添字) は棋士以外の枠での出場。 |                  |                  |                  |                  |                  |                  |                  |                  |                  |                  |                  |                  |                  |                  |                  |                  |                  |                  |

### 年度別成績
| 年度             | 対局数 | 勝数 | 負数 | 勝率   | (出典) |          |          |          |          |          |
| ---------------- | ------ | ---- | ---- | ------ | ------ | -------- | -------- | -------- | -------- | -------- |
| 1990年度         | 53     | 40   | 13   | 0.7550 | [ 30 ] | 通算成績 | 通算成績 | 通算成績 | 通算成績 | 通算成績 |
| 年度             | 対局数 | 勝数 | 負数 | 勝率   | (出典) | 対局数   | 勝数     | 負数     | 勝率     | (出典)   |
| 1991年度         | 49     | 28   | 21   | 0.5710 | [ 31 ] |          |          |          |          |          |
| 1992年度         | 55     | 37   | 17   | 0.6850 | [ 32 ] |          |          |          |          |          |
| 1993年度         | 54     | 35   | 19   | 0.6480 | [ 33 ] |          |          |          |          |          |
| 1994年度         | 71     | 52   | 19   | 0.7320 | [ 34 ] |          |          |          |          |          |
| 1995年度         | 52     | 33   | 19   | 0.6350 | [ 35 ] |          |          |          |          |          |
| 1996年度         | 52     | 39   | 13   | 0.7500 | [ 36 ] |          |          |          |          |          |
| 1997年度         | 63     | 48   | 15   | 0.7620 | [ 37 ] |          |          |          |          |          |
| 1998年度         | 52     | 39   | 13   | 0.7500 | [ 38 ] |          |          |          |          |          |
| 1999年度         | 57     | 32   | 25   | 0.5610 | [ 39 ] |          |          |          |          |          |
| 2000年度         | 55     | 33   | 22   | 0.6000 | [ 40 ] |          |          |          |          |          |
| 1991-2000 (小計) | 560    | 376  | 184  |        |        | 通算成績 | 通算成績 | 通算成績 | 通算成績 | 通算成績 |
| 年度             | 対局数 | 勝数 | 負数 | 勝率   | (出典) | 対局数   | 勝数     | 負数     | 勝率     | (出典)   |
| 2001年度         | 57     | 39   | 18   | 0.6842 | [ 41 ] |          |          |          |          |          |
| 2002年度         | 48     | 25   | 23   | 0.5208 | [ 42 ] |          |          |          |          |          |
| 2003年度         | 42     | 22   | 20   | 0.5238 | [ 43 ] |          |          |          |          |          |
| 2004年度         | 40     | 24   | 16   | 0.6000 | [ 44 ] |          |          |          |          |          |
| 2005年度         | 52     | 34   | 18   | 0.6538 | [ 45 ] |          |          |          |          |          |
| 2006年度         | 38     | 21   | 17   | 0.5526 | [ 46 ] |          |          |          |          |          |
| 2007年度         | 49     | 33   | 16   | 0.6734 | [ 47 ] |          |          |          |          |          |
| 2008年度         | 47     | 28   | 19   | 0.5957 | [ 48 ] |          |          |          |          |          |
| 2009年度         | 39     | 16   | 23   | 0.4102 | [ 49 ] |          |          |          |          |          |
| 2010年度         | 40     | 25   | 15   | 0.6250 | [ 50 ] |          |          |          |          |          |
| 2001-2010 (小計) | 452    | 267  | 185  |        |        | 通算成績 | 通算成績 | 通算成績 | 通算成績 | 通算成績 |
| 年度             | 対局数 | 勝数 | 負数 | 勝率   | (出典) | 対局数   | 勝数     | 負数     | 勝率     | (出典)   |
| 2011年度         | 47     | 29   | 18   | 0.6170 | [ 51 ] |          |          |          |          |          |
| 2012年度         | 43     | 24   | 19   | 0.5581 | [ 52 ] |          |          |          |          |          |
| 2013年度         | 51     | 32   | 19   | 0.6274 | [ 53 ] |          |          |          |          |          |
| 2014年度         | 48     | 26   | 22   | 0.5416 | [ 54 ] |          |          |          |          |          |
| 2015年度         | 36     | 19   | 17   | 0.5277 | [ 55 ] |          |          |          |          |          |
| 2016年度         | 41     | 18   | 23   | 0.4390 | [ 56 ] |          |          |          |          |          |
| 2017年度         | 38     | 17   | 21   | 0.4473 | [ 57 ] |          |          |          |          |          |
| 2018年度         | 49     | 30   | 19   | 0.6122 | [ 58 ] |          |          |          |          |          |
| 2019年度         | 35     | 16   | 19   | 0.4571 | [ 59 ] |          |          |          |          |          |
| 2020年度         | 25     | 11   | 14   | 0.4400 | [ 60 ] |          |          |          |          |          |
| 2011-2020 (小計) | 413    | 222  | 191  |        |        | 通算成績 | 通算成績 | 通算成績 | 通算成績 | 通算成績 |
| 年度             | 対局数 | 勝数 | 負数 | 勝率   | (出典) | 対局数   | 勝数     | 負数     | 勝率     | (出典)   |
| 2021年度         | 39     | 21   | 18   | 0.5384 | [ 61 ] | 1517     | 926      | 590      | 0.6108   | [ 62 ]   |
| 2022年度         | 34     | 13   | 21   | 0.3823 | [ 63 ] | 1551     | 939      | 611      | 0.6058   | [ 64 ]   |
| 2023年度         | 39     | 25   | 14   | 0.6410 | [ 65 ] | 1590     | 964      | 625      | 0.6066   | [ 66 ]   |
| 2024年度         | 44     | 27   | 17   | 0.6136 | [ 67 ] | 1634     | 991      | 642      | 0.6068   | [ 68 ]   |
| 2021-2024 (小計) | 156    | 86   | 70   |        |        |          |          |          |          |          |
| 通算             | 1634   | 991  | 642  | 0.6068 | [ 68 ] |          |          |          |          |          |
| 2024年度まで     |        |      |      |        |        |          |          |          |          |          |

### 日本将棋連盟 表彰
勝数表彰
- 1998年01月17日：公式戦通算300勝達成 [69]
- 2007年10月03日：公式戦通算600勝達成（将棋栄誉賞=35人目）
0000年00月00日： - 第49期王位戦 予選で達成（佐藤義則八段 戦）[70]
- 2015年10月17日：公式戦通算800勝達成（将棋栄誉敢闘賞=18人目、1268局・800勝 467敗 持将棋1・勝率0.631）
2015年10月17日： - 第1期叡王戦 本戦で達成（豊島将之七段 戦）[71]
- 2025年07月09日：公式戦通算1000勝達成（特別将棋栄誉賞=13人目、1649局・1000勝 648敗 持将棋1・勝率0.607）
2025年07月09日： - 第84期順位戦 B級2組2回戦で達成（戸辺誠七段 戦）[72][73][74]

現役勤続表彰
- 2014年11月00日：現役勤続25年 [75][注 5]

## 著書
- 実戦の振り飛車破り（2000年8月、日本将棋連盟、ISBN 4-8197-0362-5）
- 郷田真隆の指して楽しい横歩取り　すすんで飛び込む横歩取り（2002年8月、フローラル出版、ISBN 4-930831-43-1）
- 一刀流　郷田真隆矢倉勝局集（2023年3月、日本将棋連盟　ISBN 978-4-8399-6820-5）他連著多数